# Gabriele Nissim

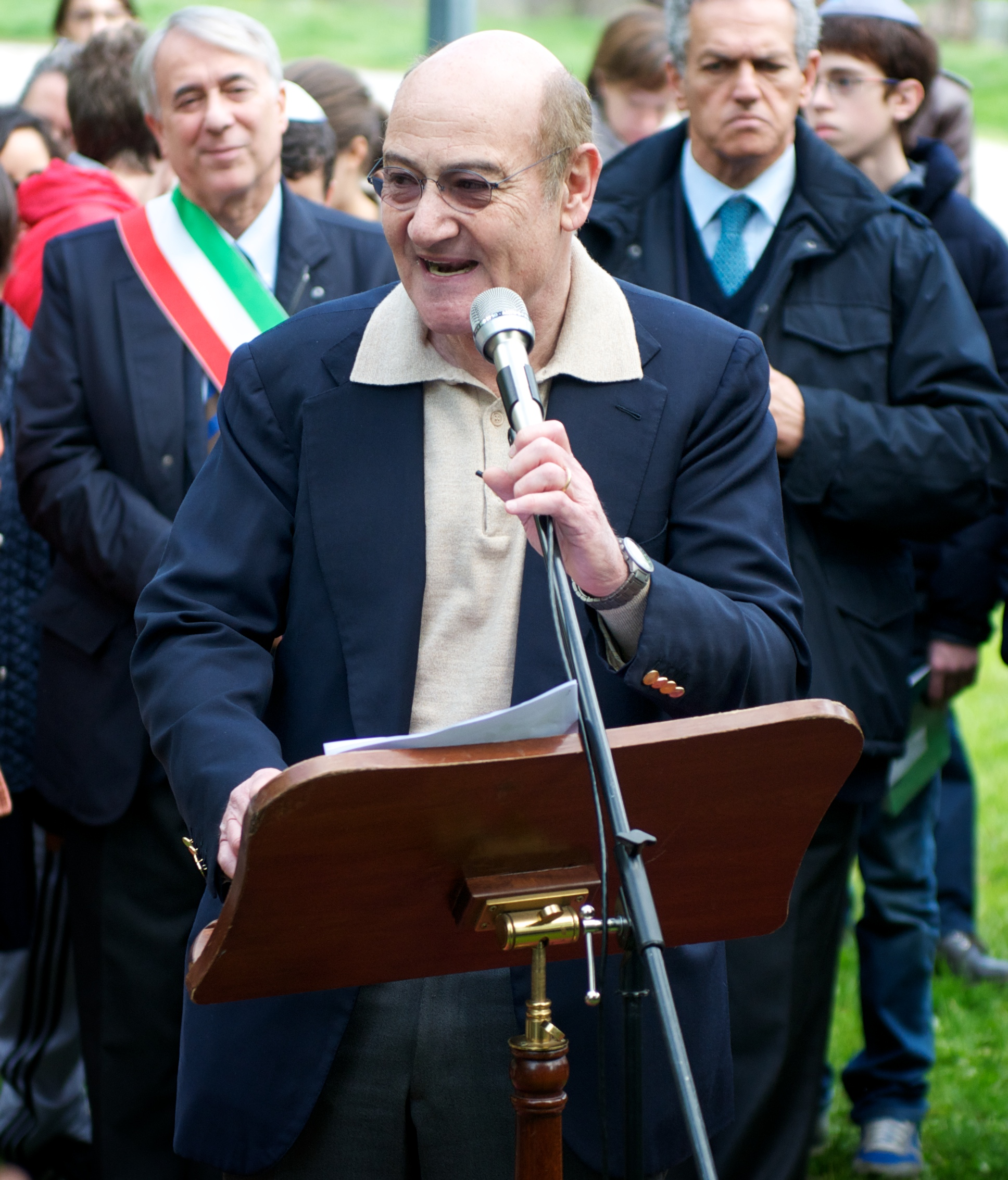
Gabriele Nissim

Gabriele Nissim (* 1950 in Mailand) ist ein italienischer Journalist, Essayist und Historiker.

## Leben und Wirken
Nissim beschäftigte sich seit jeher mit der kulturellen und politischen Lage Nordeuropas. 1982 gründete er L'Ottavo Giorno („Der Achte Tag“), eine italienische Zeitschrift, die den Dissens in den östlichen Staaten Europas thematisiert.
Außerdem realisierte er zahlreiche Dokumentationen für die italienische Fernsehanstalt Canale 5 und Anstalten aus der italienischsprachigen Schweiz über den geheimen Widerstand gegen den Kommunismus, die Probleme des Post-Kommunismus und über die Situation der Juden in Osteuropa.
Nissim arbeitete für die Zeitungen Panorama, Il Mondo, Il Giornale und den Corriere della Sera.

## Schriften (Auswahl)
- Zusammen mit Gabriele Eschenazi: Ebrei invisibili. I sopravvissuti dell'Europa orientale dal comunismo a oggi (Le scie). Mondadori, Mailand 1995, ISBN 88-04-37241-9.
- L'uomo che fermò Hitler. Mondadori, Mailand 2001, ISBN 88-04-47331-2.
  - deutsch: Der Mann, der Hitler stoppte. Dimitar Pesev und die Rettung der bulgarischen Juden. Siedler, Berlin 2000, ISBN 3-88680-694-4 (übersetzt von Peter Klöss).
- Il tribunale del bene. La soria di Moshe Bejski cheò cre il giardino dei giusti. Mondadori, Mailand 2003, ISBN 88-04-48966-9.
- Una bambina contro Stalin. Mondadori, Mailand 2007, ISBN 88-04-57012-1.
- La bontà insensata. Il segreto degli uomini giusti. Mondadori, Mailand 2011, ISBN 978-88-04-60660-4.